# Люби меня (фильм)
«Люби меня» (англ. Love Me) — постапокалиптический романтический фильм режиссёров Сэма и Энди Зучеро, снятый по их же сценарию. Главные роли исполнили Кристен Стюарт и Стивен Ён. Премьера фильма состоялась 19 января 2024 года на кинофестивале «Сандэнс».

## Сюжет
Действие фильма разворачивается спустя много лет после гибели человечества. Две разумные машины находят друг друга в Интернете и влюбляются. История охватывает миллиард лет и исследует события, связанные с существованием и сознанием. Обе машины собрали и сохранили петабайты данных из интернета, социальных сетей и видеопорталов. Они неловко ориентируются в дружеских и романтических чувствах друг к другу и наводнены опытом и придуманными выражениями любви и идентичности, которые содержат эти данные. Обе машины жаждут понять, кто они такие и настоящие ли их чувства.

## В ролях
- Кристен Стюарт — Она
- Стивен Ён — Он

## Производство
Режиссёрами фильма стали Сэм и Энди Зучеро, дебютировавшие в полнометражном кино. В октябре 2021 года Стюарт сообщила, что снимется в «научно-фантастической истории любви» вместе со Стивеном Ёном. Стюарт описала сюжет фильма в интервью Entertainment Weekly как «историю любви между спутником и буем; это трудно объяснить. Надеюсь, я не испорчу историю, потому что это действительно революционно написанный сценарий».
Фильм был показан на кинофестивале «Сандэнс» 19 января 2024 года. Фильм стал лауреатом Alfred P. Sloan Feature Film Prize за лучший художественный фильм, который был вручён на кинофестивале.